# وسر (میشیگان)
وسر، میشیگان (به انگلیسی: Vassar, Michigan) یک شهر در ایالات متحده آمریکا است که در شهرستان تاسکولا، میشیگان واقع شده‌است.

## خصوصیات
وسر ۵٫۶۵ کیلومترمربع مساحت و ۲٬۶۹۷ نفر جمعیت دارد و ۱۹۶ متر بالاتر از سطح دریا واقع شده‌است.